# NGC 826-1
NGC 826-1 is een spiraalvormig sterrenstelsel in het sterrenbeeld Driehoek. Het hemelobject werd op 18 september 1871 ontdekt door de Franse astronoom Édouard Jean-Marie Stephan. Het sterrenstelsel bevindt zich dicht bij NGC 826-2.

## Synoniemen
- PGC 8230
- ZWG 504.19